# هیاواتا (مینیاپولیس)
هیاواتا (به انگلیسی: Hiawatha) یک منطقهٔ مسکونی در ایالات متحده آمریکا است که در مینیاپولیس واقع شده‌است. هیاواتا ۵٬۴۶۱ نفر جمعیت دارد.